# Dorrit Willumsen
Dorrit Kirsten Willumsen (født 31. august 1940 på Nørrebro i København) er en dansk forfatter.
Efter studentereksamen i 1960 arbejdede Dorrit Willumsen på kontor og i et laboratorium. Hun debuterede i 1965 med novellesamlingen Knagen.
Efterfølgende har hun udgivet en række romaner, digt- og novellesamlinger.
Med romanen Marie i 1983 fik Dorrit Willumsen sit egentlige gennembrud. Romanen omhandlede Madame Tussauds liv, herunder de omkostninger kunstnerisk stræben kan have i forhold til kærlighedslivet.
I 1986 udkom en selvbiografisk erindringsbog, Suk hjerte.
Romanen Klædt i purpur, som udkom i 1990, blev senere omsat til teater. Radiospillene Ud af billedet og Så længe smerten er usynlig udkom 1992.
I 1997 blev hun tildelt Nordisk Råds litteraturpris for Bang: en roman om Herman Bang. Siden 1980 har hun modtaget livsvarige kunstnerydelse fra Statens Kunstfond.
Willumsen blev i 1963 gift med lyrikeren Jess Ørnsbo. Han døde 15. August 2019. Sammen fik de sønnen Tore Ørnsbo som også er lyriker.

## Priser
- 1973 Herman Bangs Mindelegat
- 1980 Tagea Brandts Rejselegat
- 1981 Det Danske Akademis Store Pris, for Manden som påskud
- 1982 Science Fiction Cirkelens pris, for Programmeret til kærlighed
- 1983 Kritiker-prisen
- 1984 De Gyldne laurbær for Marie
- 1987 H. C. Andersen legatet
- 1991 LO's kulturpris
- 1993 Dansk Blindesamfunds Radiospilpris for Ud af bildet
- 1995 Søren Gyldendal-prisen
- 1966 Dansk Litteraturpris for Kvinder
- 1997 Nordisk Råds litteraturpris for bogen Bang, omhandlende forfatteren Herman Bang
- 2006 Statens Kunstfonds Produktionspræmie for Den dag jeg blev Honey Hotwing
- 2015 Montanas Litteraturpris for romanen Nær og fjern